# Slavy Boyanov
Œuvres principales
Les Lieurs du bûcher, La Défense de la personne humaine
Slavy Boyanov (en bulgare : Слави Иванов Боянов ; Bratsigovo, 14 février 1925 - Paris 14e, 7 mars 2011) est un philosophe, écrivain, professeur d'université et dissident bulgare.

## Biographie
Slavy Boyanov est né le 14 février 1925 à Bratsigovo (Брацигово) en Bulgarie dans la région de Pazardjik. Sa famille était en cours d'immigration, fuyant le village de Gorno Brode, dans la région de Serrès en Grèce. Ce village, peuplé par des habitants bulgaro-macédoniens, fut rasé par l'armée turque lors de la deuxième guerre balkanique.
Originaire d'une famille très pauvre, il partagea les idées communistes. En raison de son engagement anti-fasciste, il fut interné entre 1943 et 1944 en camp de concentration en Grèce .
Après la prise de pouvoir par les communistes en 1944, il est libéré et décide de poursuivre ses études de philosophie à la Sorbonne à Paris jusqu'en 1949. Il fit partie de la promotion de Jean d'Ormesson et fut l'une des personnes les plus proches du philosophe russe Berdiaev.
Il revint en Bulgarie, pays communiste à cette époque, et devint l'un des professeurs les plus éminents en philosophie à l’université Saint-Clément d'Ohrid de Sofia. Parmi ses étudiants on compte: Assen Ignatov, Jeliou Jelev, qui deviendra plus tard le premier président démocratiquement élus après la chute du régime communiste, etc.
Voyant la réalité du régime communiste, il écrit un livre qu’il intitulera plus tard « La Défense de la personne humaine ». Dans ce livre, il dénonce le totalitarisme. La secrétaire qui l’a tapé à la machine le dénonce et en 1955 juste après le décès de sa mère il est arrêté en descendant du train qui le ramène à Sofia. Heureusement pour lui, à ce moment Khrouchtchev dénonce le culte de Staline et il y a un assouplissement du régime communiste. Il a le temps de brûler une correspondance riche avec Berdiaev, de peur d'être condamné à mort.
Le professeur Boyanov n’est pas fusillé mais, après avoir passé un certain temps en prison, il est renvoyé de l’université et il est placé en chômage forcé par le régime pendant plus de 3 ans.
Quelques années plus tard il devient directeur du musée Hikolai Hrelkov. En se taisant, petit à petit il retrouve un poste à l’université, où il enseigne l’histoire de la philosophie. L’un de ses romans phares est édité en trois éditions : Les Lueurs du bûcher sur la vie de Giordano Bruno. Il fait partie des intellectuels mal vus du régime communiste, comme notamment Georgi Pavlov (bg) (Pavleto) dont il a fréquenté souvent l'atelier. Il fréquente aussi le cercle des écrivains.
En 1988 avec sa famille il émigre en France. D’abord à Amiens puis trois ans plus tard à Paris. Travaillant sans cesse jusqu’au l’âge de 94 ans, il décède deux ans plus tard le 7 mars 2011 à Paris.

### En langue bulgare
(liste non exhaustive)
- Ioniiskata natyrophilosophia kato natchalo na naykata - godischink na sofiiskia yniversitete  tom XLVI 1949/1950 (1950)

(L'école Ionienne et les origines de la science - annuaire de l’université de Sofia tome XLVI 1948/1950)
- Svetlini ot Kladata, Djordano Bruno (1966) - édition Narodna Mladej
- Philosophie de Djordano Bruno (1969) - édition BAN (académie bulgare des sciences)
- Veliki Nemski Misliteli (fr : Grands penseurs allemands) (1975) - édition Narodna Mladej
- Hymanisam i dyhovni Tzennosti (1976) - édition BAN
- Hymanisma v Zapadno Evropeiskiat renessance (fr : L'humanisme dans la renaissance occidentale) (1980)  - édition Partizdat
- Svetlini ot kladata Djordano Bruno (fr :'Les lueurs du bûcher) (1985) - édition Nayka i izkystvo
- Jretzi na Tchovechkiat Dyh (1986) - Narodna prosveta
- Neygasvachti ystemi (1987)- édition Otechestvo
- Zachtita na tchovechkata litchnost (fr :La défende de la personne humaine) (1997)- édition Fama  (ISBN 954-5970642)
- Lynna Pateka (fr :Le sentier lunaire) (1998) - édition Christo Botev
- Otbiassatsi i razymenia (1999) édition Christo Botev  (ISBN 954-445-637-6)
- Pri izgreva na dnite (fr :Lors du levé des jours) (2008)- édition Rabotilnitza za knijnina Vassil Stanilov  (ISBN 978-954-8248-62-4)

### En langue française
- L'Humanisme ou la grande espérance, Éditions L'Âge d'Homme, Paris, 2003  (ISBN 978-2825116906).
- Les Lieurs du bûcher - Giordano Bruno, roman, éditions Thélès, Paris, 2007  (ISBN 978-2847766974).